# Ива Пранџева
Ива Пранџева (буг. Ива Пранджева; Пловдив, 15. фебруар 1972) је бивша бугарска атлетичарка која се такмичила у скоку удаљ и троскоку.
Њен најбољи резултат је на Светском првенству 1995. у Гетеборгу где је освојила сребрну медаљу резултатом 15,18 метара. То је био њен лични рекорд. Победница Инеса Кравец је на том такмичењу поставила светски рекорд (15,50 метара), који је остао непревазиђен до данас.
Приликом такмичења на Олимпијским играма 1996 године у Атланти, је дисквалификована јер је на допинг тесту била позитивна.
По престанку активне каријере 2000. основала је клуб који се зове АК Пранџева.

## Значајнији резултати у троскоку
| Год.  | Такмичење                    | Место             | Пласман | Резултат |
| ----- | ---------------------------- | ----------------- | ------- | -------- |
| 1990. | Светско првенство            | Штутгарт, Немачка | 1       | 14,62 ЛР |
| 1995. | Светско првенство у дворани  | Барселона Шпанија | 2       | 14,00    |
| 1995. | Светско првенство            | Гетеборг Шведска  | 2       | 15,18 ЛР |
| 1999. | Светско првенство у дворани  | Маебаши Јапан     | 2       | 14,94    |
| 1999. | Светско првенство            | Севиља Шпанија    | 2       | 14,18    |
| 2000. | Европско првенство у дворани | Гент, Белгија     | 3       | 14,63    |

## Значајнији резултати у скоку удаљ
| Год.  | Такмичење                    | Место            | Пласман | Резултат |
| ----- | ---------------------------- | ---------------- | ------- | -------- |
| 1990. | Светско првенство за јуниоре | Пловдив Бугарска | 1       | 6,53     |
| 1991. | Светско првенство            | Токио Јапан      | 12      | 6,30     |
| 1996. | Олимпијске игре              | Атланта САД      | 7       | 6,82     |
| 1998. | Златна лига                  | Москва Русија    | 4       | 6,74     |
| 1999. | Светско првенство у дворани  | Маебаши Јапан    | 3       | 6,78     |
| 2000. | Европско првенство у дворани | Гент, Белгија    | 3       | 6,80 ЛР  |

### Лични рекорди
- на отвореном:

100  — 11,49 s 14. maj 1994. Софија, Бугарска
скок увис — 1,85 m 23. април 1995. Пловдив, Бугарска
скок удаљ — 6,88 m 20. мај 1995. Софија, Бугарска
троскок — 15,18 m 10. август 1995, Гетеборг, Шведска
- у дворани

скок удаљ — 6,90 m 30. јануар 1999, Софија, Бугарска
троскок — 14,82 m 18. фебруар 1999, Лијевен, Француска